# Departamento Chamical

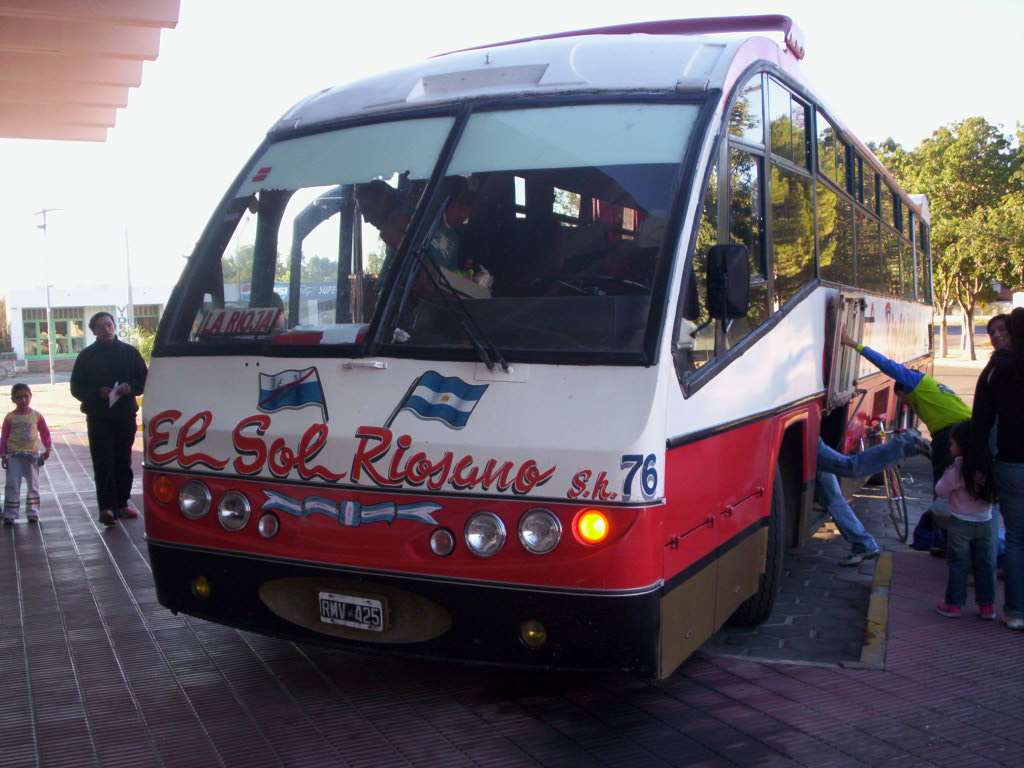
Omnibus interurbano ("micro" en el lunfardo local) de la empresa El Sol Riojano aparcando en la vieja terminal de ómnibus de Chamical (demolida en 2022). Año 2007.

Chamical es uno de los departamentos ubicados en la Provincia de La Rioja, Argentina. Es uno de los llamados Departamentos Llanistos.
Chamical se conoce como cuna de la investigación aeroespacial de Argentina por ser sede del Centro de Experimentación. Desde 1989 no se realizan experimentos en este centro que ha descendido de categoría pasando a ser Destacamento aeronáutico militar.

## Geografía

### Población
- Población 1991: 10 723 habitantes (Indec, 1991)
- Población 2001: 13 383 habitantes (Indec, 2001)
- Población 2010: 15 160 habitantes

Para el censo 2022 el departamento registró 15 666 habitantes. Esto representó un aumento en la cantidad de personas del 10,6%, menor al crecimiento poblacional provincial que se situó en 15,1%.Estos datos situaron al departamento como el quinto más poblado de la provincia.

### Sismicidad
La sismicidad de la región de La Rioja es frecuente y de intensidad baja, y un silencio sísmico de terremotos medios a graves cada 30 años en áreas aleatorias. Sus últimas expresiones se produjeron:
- 12 de abril de 1899 (126 años), a las 16:10 UTC-3 con 6,4 Richter; como en toda localidad sísmica, aún con un silencio sísmico corto, se olvida la historia de otros movimientos sísmicos regionales (terremoto de La Rioja de 1899)
- 24 de octubre de 1957 (67 años), a las 22:07 UTC-3 con 6,0 Richter (terremoto de Villa Castelli de 1957): además de la gravedad física del fenómeno se unió el olvido de la población a estos eventos recurrentes
- 28 de mayo de 2002 (22 años), a las 00:03 UTC-3, con 6,0 escala Richter (terremoto de La Rioja de 2002)[4]

## Nombre
El departamento se llamó Departamento Juárez Celman hasta el 30 de septiembre de 1920, cuando por ley se cambió a Departamento Gobernador Gordillo. Mantuvo esa denominación hasta el 24 de noviembre de 1987, fecha a partir de la cual se lo conoce con el nombre de Chamical.

## Política
Según el artículo 85 de la Constitución de la provincia de La Rioja, Chamical es uno de los cuatro departamentos que envía 2 representantes (diputados provinciales) a la Legislatura de La Rioja. Los otros son Arauco, Rosario Vera Peñaloza y Felipe Varela.
A excepción de la Capital y Chilecito, el resto de los departamentos están representados por un solo legislador.

## Educación
Universidad Nacional de La Rioja - Sede Chamical

## Localidades y parajes
- Chamical (cabecera departamental)
- Polco
- Bella Vista
- El Retamo
- Esperanza de los Cerrillos
- Esquina del Norte
- La Aguadita
- Santa Bárbara
- Santa Rita de la Zanja
- Puesto El Alto
- Santa Lucía
- Bajito Hondo

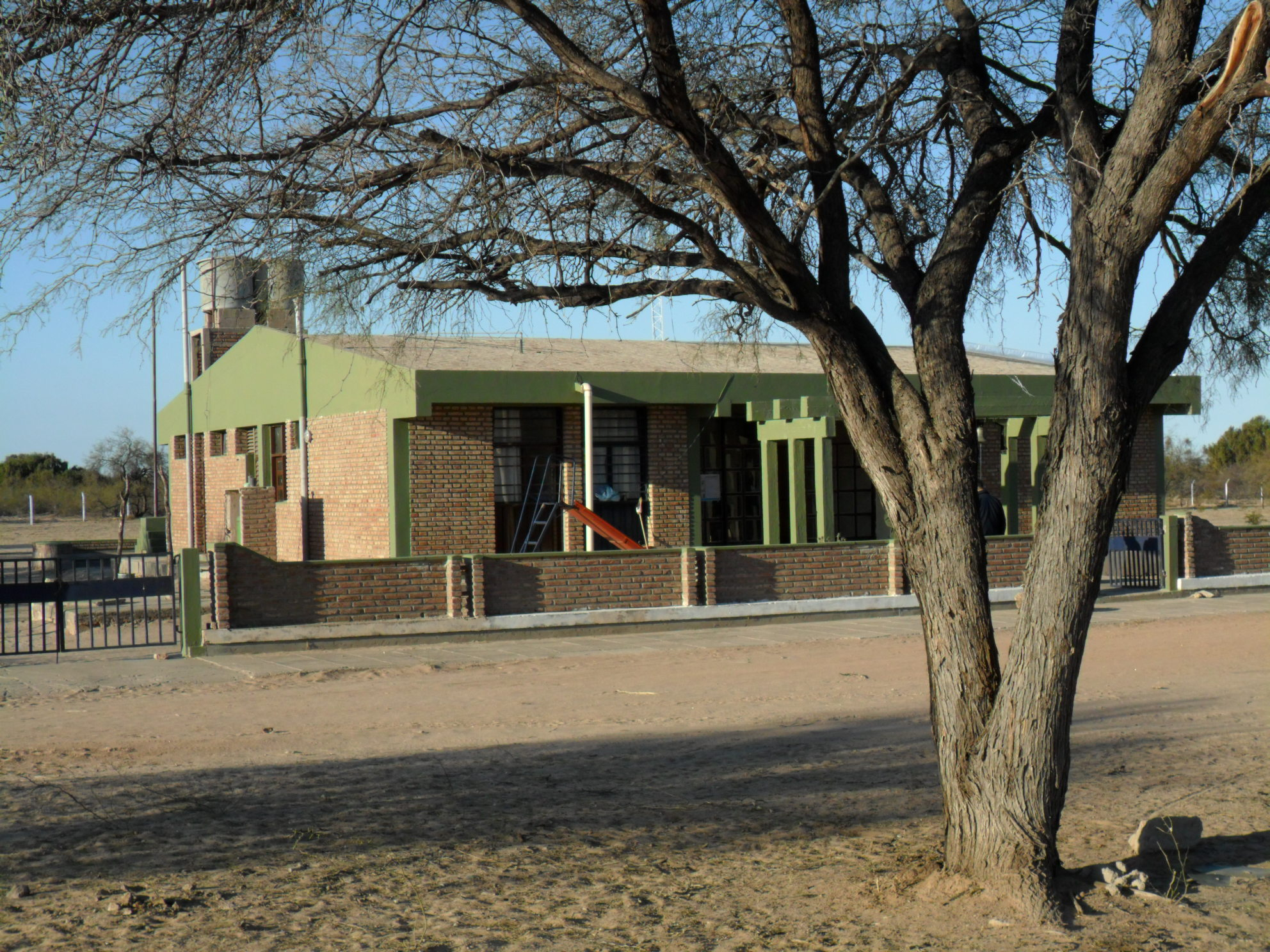
Escuelita rural 294 localizada en el paraje El Retamo.

- San Nicolás del Quebrachal (apodado "El Quebrachal")

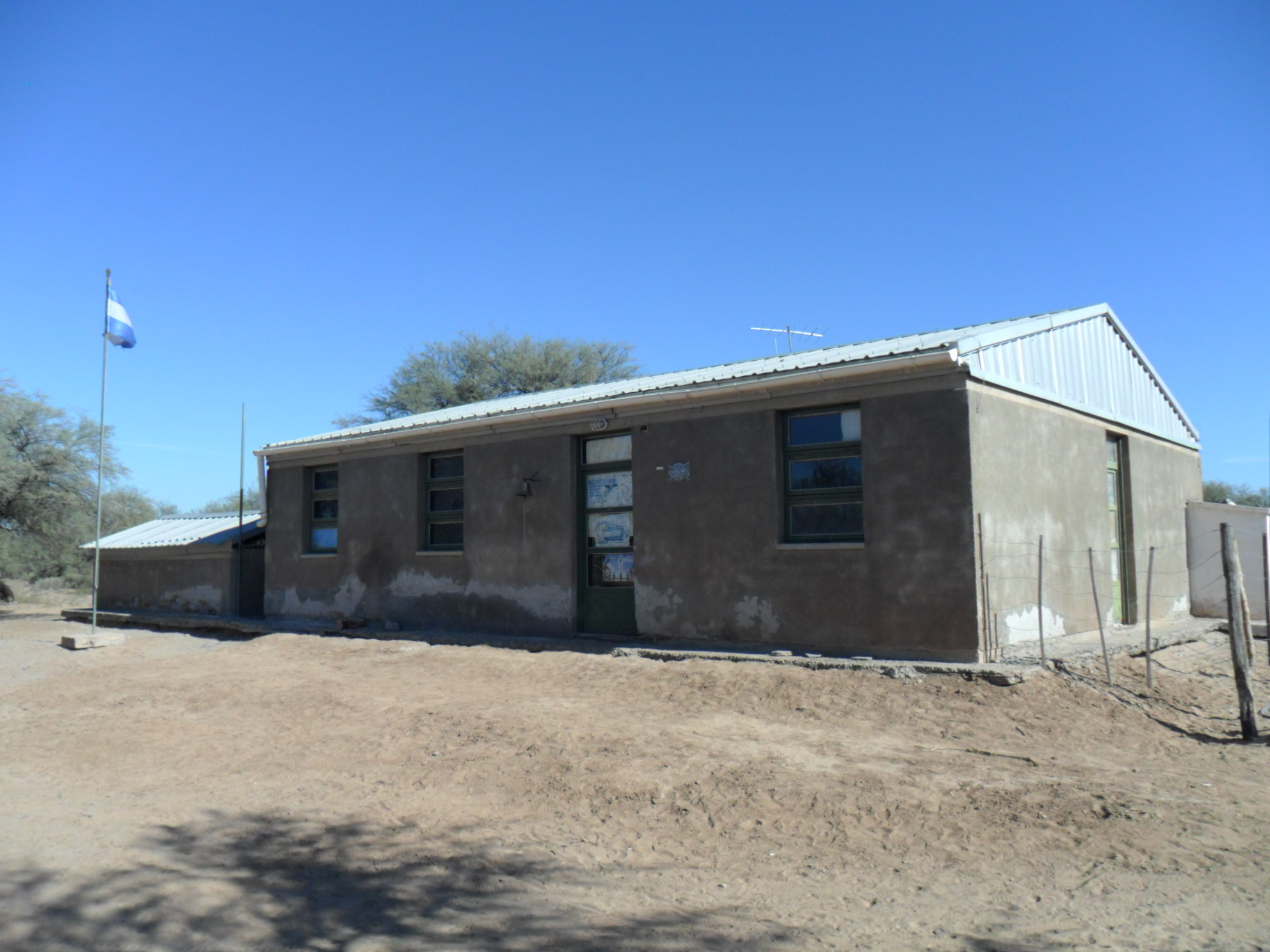
Escuelita rural 321 localizada en el paraje Pozo de la Vaca.

- Bajo de Luca
- Los Bordos
- El Mollar
- La Caldera
- Pozo de la Vaca
- Pozo de la Orilla

- Chulo
- Pozo Redondo
- El Simbol
- La Calerita